# Peel Session 2
Albums de Autechre
Splitrmx12
(1999) Confield
(2001)
Peel Session 2 est un EP du groupe anglais de musique électronique Autechre, sorti sur le label Warp Records en 1999.
Comme son prédécesseur Peel Session, il contient des pistes enregistrées pour une session de John Peel à la BBC Radio 1. Les pistes furent données à Peel en août 1999 et diffusées le 8 septembre 1999. Warp Records édita l'EP à la fin de l'année 2000.

## Liste des titres
Le disque contient quatre pistes. Autechre ne les avait pas nommées avant de les livrer à John Peel, il les a nommées lui-même[réf. nécessaire].
1. Gelk (8:51)
2. Blifil (7:00)
3. Gaekwad (6:25)
4. 19 Headaches (7:41)

## Jaquette
La jaquette de Peel Session 2 est composée d'un fond légèrement gris avec une bordure blanche. Le nom du groupe est situé dans le coin supérieur gauche du livret, en noir ; juste en dessous se situe le titre, en blanc.